# Жихарев, Дмитрий Николаевич
Дмитрий Николаевич Жихарев (1901, Москва — 1980, Рыбинск, Ярославская область) — генерал-майор Советской Армии, участник Гражданской и Великой Отечественной войн.

## Биография
Дмитрий Николаевич Жихарев родился 7 ноября 1901 года в городе Москве. После окончания церковно-приходской школы трудился учеником наборщика в типографии, затем учеником слесаря в ремонтно-механических мастерских Московско-Казанской железной дороги, на трубном заводе Михельсона. После Февральской революции вступил в отряд Красной Гвардии. Участвовал в подавлении юнкерского выступления в Москве. В 1918 году добровольцем поступил на службу в Рабоче-Крестьянскую Красную Армию. Участвовал в Гражданской войне. В 1919 году окончил школу младших командиров, в 1926 году — 2-е Московское артиллерийское училище. Служил на командных должностях в различных стрелковых частях. В 1938 году окончил Высшие артиллерийские курсы в городе Ленинграде. К началу Великой Отечественной войны занимал должность начальника артиллерии 222-й стрелковой дивизии.
Принимал активное участие в битве за Москву. Лично руководил боевыми действиями артиллерии при прорыве немецких линий обороны в ходе контрнаступления под Москвой. Только за период с 9 по 20 января 1942 года артиллеристы дивизии под командованием Жихарева уничтожили до 1500 гитлеровцев. С апреля 1942 года командовал 7-й миномётной бригадой, во главе которой прошёл вплоть до конца войны. Успешно действовал во время Курской битвы на Орловском направлении, где его бригада поддерживала действия 23-й и 28-й гвардейских стрелковых дивизий. В ходе наступательных боёв севернее Орла бригада Жихарева уничтожила 12 танков, 77 пулемётов, до 1000 солдат и офицеров. Миномётчики под его командованием проявили себя и в боях за освобождение Украинской ССР. За заслуги в освобождении города Проскурова (ныне — Хмельницкий) бригада была удостоена почётного наименования «Проскуровская»; а в ходе освобождения Львова обеспечивала один из флангов советских частей, окружавших группировку вермахта с юга, причём сам Жихарев лично водил бойцов одного из полков в атаку. Далее участвовал в освобождении Польши, боях в Германии.
После окончания войны продолжал службу в Советской Армии. Был начальником Барнаульского военного артиллерийского училища, после его расформирования направлен в Москву, став старшим инспектором артиллерии Главной инспекции Министерства обороны СССР. С 1949 года возглавлял Центральную артиллерийскую базу в городе Рыбинске Ярославской области. В 1953 году Жихарев был уволен в запас. Проживал в Рыбинске, активно занимался общественной работой, являлся председателем клуба «Подвиг» при редакции газеты «Рыбинская правда». Умер в апреле 1980 года, похоронен в Рыбинске.

## Награды
- Орден Ленина (21 февраля 1945 года);
- 5 орденов Красного Знамени (12 апреля 1942 года, 20 сентября 1944 года, 3 ноября 1944 года, 17 ноября 1944 года, 24 июня 1948 года);
- Орден Отечественной войны 1-й степени (7 сентября 1943 года);
- Медаль «За оборону Москвы» и другие медали.